# Raymond Abellio
Raymond Abellio és el pseudònim de l'escriptor occità francès Georges Soulès. Va néixer l'11 de novembre de 1907 a Toulouse, i va morir el 26 d'agost de 1986 a Niça.

## Vida
Abellio va estudiar a l'École Polytechnique i llavors va participar en el X-Crise Grup. Va defensar idees molt d'esquerres, però com altres tecnòcrates, es va unir al règim de Vichy durant la Segona Guerra Mundial i esdevingué el 1942 secretari general del partit ultradretà Mouvement Social Révolutionnaire (MSR) d'Eugène Deloncle. Llavors va participar en l'intent de Marcel Déat de crear un partit col·laboracionista unificat. L'abril i setembre de 1943 va participar en els Dies del Mont-Dore, una assemblea de personalitats col·laboracionistes sota el patronatge de Philippe Pétain. Després de l'alliberament va ser sentenciat a 20 anys d'empresonament in absentia per col·laboracionisme, però va poder fugir a Suïssa. Tanmateix, fou perdonat el 1952 i va tornar per començar una carrera literària.
A més la seva carrera literària, sota la influència de Pierre de Combas, va desenvolupar un interès dins l'esoterisme, i especialment astrologia. Va estar també interessat en la possibilitat d'un codi numèric secret a la Bíblia, un subjecte que va desenvolupar en La Bíble, document chiffré el 1950, i més tard a Introduction à une théorie des nombres bibliques, el 1984. Va proposar en particular que el número de la bèstia, 666, era el número clau de vida, un manifestació de la sagrada trinitat en tots els nivells possibles, material, animistes i espirituals. També ha escrit sobre la filosofia del rugby.

## Obres
- Amb André Mahé La Fin du nihilisme - 1943 (signat sota el seu nom real, Georges Soulès)
- Heureux les pacifiques - 1946
- Les yeux d'Ézéchiel sont ouverts - 1949
- Vers un nouveau prophétisme : essai sur le rôle politique du sacré et la situation de Lucifer dans le monde moderne - 1950
- La Bible, document chiffré : essai sur la restitution des clefs de la science numérale secrète. Tome 1. Clefs générales - 1950
- La Bible, document chiffré : essai sur la restitution des clefs de la science numérale secrète. Tome 2. Les Séphiroth et les 5 premiers versets de la Genèse - 1950
- Assomption de l'Europe -1954
- with Paul Sérant Au seuil de l'ésotérisme : précédé de : l'Esprit moderne et la tradition - 1955
- La fosse de Babel - 1962
- La Structure absolue - 1965
- Hommages à Robert Brasillach - 1965
- Guénon, oui. Mais... in Planète n°15, April 1970
- La Fin de l'Ésotérisme - 1973
- Sol Invictus - 1981 (winner of the Prix des Deux-Magots)
- Montségur - 1982
- Visages immobiles - 1983
- Introduction à une théorie des nombres bibliques - 1984
- Manifeste de la nouvelle Gnose - 1989 (edited by Marie-Thérèse de Brosses and Charles Hirsch)
- Fondements d'éthique - 1994